# بایات (شهر)
بایات (به ترکی استانبولی: Bayat) شهری است در کشور ترکیه که در استان چوروم واقع شده‌است. جمعیت این شهر بر اساس سرشماری سال ۲۰۰۸ میلادی ۸٬۸۸۸ نفر و بر اساس برآوردهای سال ۲۰۰۹ میلادی ۱۰٬۳۱۶ نفر می‌باشد.